# Люцифераза

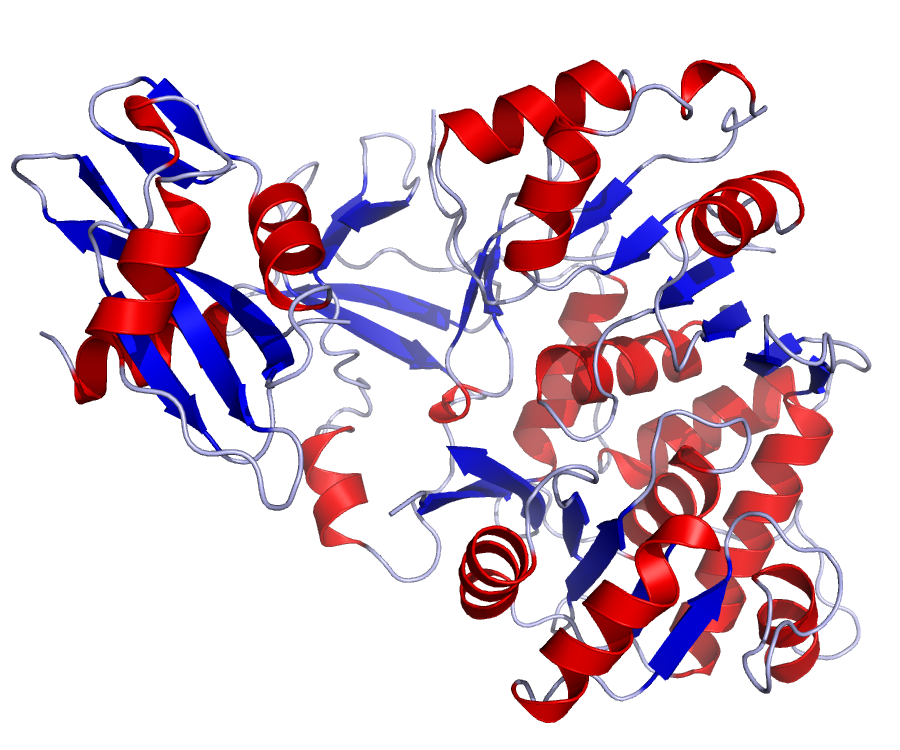
Кристаллическая структура люциферазы светлячка Photinus pyralis.

Люцифера́за — общий термин для класса окислительных ферментов, катализирующих реакцию, сопровождающуюся испусканием света, биолюминесценцией. Наиболее широко известна люцифераза светлячков (КФ 1.13.12.7), в частности, светлячка Photinus pyralis. В биологии широко используется в качестве лабораторного реагента люцифераза как правило из этого вида. Название фермента, также как и его субстрата люциферина, происходит от слова Люцифер («светоносец»).  Специфической люциферазой является люцифераза динофлагеллятов. 

## Реакция
В люминесцентных реакциях свет образуется при окислении люциферина. Общий вид происходящей реакции:
люциферин + O2 → оксилюциферин + γ
Как правило, продуктом реакции является CO2. Без люциферазы скорость реакции между люциферином и кислородом крайне низкая, но значительно ускоряется (катализируется) ферментом. В некоторых случаях ферментативная реакция требует в качестве кофактора кальций или АТФ.
Реакция, катализируемая люциферазой светлячков, проходит в две стадии:
1. люциферин + АТФ → люцифериладенилат + PPi
2. люцифериладенилат + O2 → оксилюциферин + АМФ + свет

Свет возникает при переходе оксилюциферина из возбуждённого состояния в основное. При этом оксилюциферин связан с молекулой фермента, и в зависимости от гидрофобности микроокружения возбуждённого оксилюциферина испускаемый свет варьирует у различных видов светлячков от жёлто-зелёного (при более гидрофобном микроокружении) до красного (при менее гидрофобном). Дело в том, что при более полярном микроокружении часть энергии рассеивается. Люциферазы из различных светляков генерируют биолюминесценцию с максимумами от 548 до 620 нм. В целом энергетическая эффективность реакции очень высокая: практически вся энергия реакции трансформируется в свет без испускания тепла.

## Применение
Люцифераза может синтезироваться в лабораториях для различных целей. Гены, кодирующие люциферазу, широко применяются в генной инженерии: их искусственно синтезируют и встраивают в одноклеточные организмы и трансфицируют клетки. Домовая мышь, тутовый шелкопряд, картофель — вот далеко не полный список организмов, генетически модифицированных для производства данного белка.
В реакции, катализируемой люциферазой, свет испускается только в том случае, если люцифераза взаимодействует со специфическим люцифериновым субстратом. Эмиссия фотона может быть детектирована специальной светочувствительной аппаратурой, например, фотометром или модифицированным оптическим микроскопом.
В биологических исследованиях гены, кодирующие люциферазу, используются, в основном, в качестве репортёрных. Они позволяют оценить транскрипционную активность в клетках, трансфицированных с помощью генетических конструкций, включающих в себя ген люциферазы, который находится под контролем промотора исследуемого гена. Также люцифераза может использоваться для оценки уровня АТФ в клетках, что позволяет проверять жизнеспособность клетки или активность её киназ. Дополнительно пролюменисцентные молекулы, которые превращаются в люциферин под действием специфических ферментов, могут использоваться для оценки ферментативной активности в сцепленном или двухступенчатом анализе. В частности, такие субстраты используются для анализа активности каспаз и цитохрома P450.
Томография целого организма (томография in vivo или, изредка, ex vivo томография) — это удобная технология, которая позволяет изучать клеточные популяции в живых животных, например, мышах. Различные типы клеток (например, стволовые клетки костного мозга, Т-клетки) можно генетически модифицировать для синтеза люцифераз, что позволяет неинвазивно визуализировать их внутри живых животных, используя высокочувствительные приборы с зарядной связью (ПЗС-матрицы). Данная технология используется для изучения онкогенеза и изучения эффективности противоопухолевых препаратов на модельных животных. Тем не менее, внешние факторы и терапевтическое вмешательство могут стать причиной значительных расхождений между развитием опухоли и биолюминесцентной интенсивностью в связи с изменением в пролиферативной активности. Интенсивность сигнала при томографии in vivo зависит от различных факторов, таких как абсорбция D-люциферина в брюшной полостии крови, проницаемости клеточных мембран, доступности ко-факторов, pH внутри клетки.